# Хенри Милър
Хенри Милър (на английски: Henry Miller) е американски писател и художник.
Известен е със своите романи, които притежават автобиографични, еротични, философски, мистични елементи. Особена популярност придобиват текстове Тропика на Рака, Тропика на Козирога и Черна пролет, които пише в Париж през 30-те години на 20 век. Освен на романи Хенри Милър е автор и на разкази, литературоведски есета и критика.

## Биография
Родителите му са потомци на немски емигранти. Като дете живее в Бруклин, завършва гимназия, записва Сити Колидж, но само за 2 месеца. Работи на различни места и с различни професии – като библиотекар, шофьор на такси и др. През 1917 г. среща първата си жена. Втората му женитба е с жена, която го поддържа в творческата му кариера. Тя спестява пари, които му позволяват да пътува из Европа. От 1930 до 1931 г. живее в Париж като европейски редактор на списание „Феникс“. Именно там издава „Тропика на рака“, благодарение на който става известен. През 1939 г. отива в Гърция, но поради наближаващата война се завръща в Щатите. Установява се в Калифорния – в Биг Сур. Там става водещ деец в артистична колония и се жени още 2 пъти.

## Произведения

### Самостоятелни романи
- Scenario (1937)
- The World of Sex (1957)
- Opus Pistorum (1983) – издаден и като „Under the Roofs of Paris“
Под покривите на Париж, изд.: „Фама“, София (2015), прев. Марин Загорчев
- Crazy Cock (1991)
Лудият петел: Една болезнена история за нюйоркската бохема от 20 г., изд. ИК „Бард“, София (1993)
- Moloch (1993)

### Серия „Обелиск“ (Obelisk Trilogy)
1. Tropic of Cancer (1934)
Тропика на Рака, изд. Петриков, София (1994), прев. Красимир Желязков
2. Black Spring (1936)
Черна пролет, изд. „Фама“, София (2007)
3. Tropic of Capricorn (1939)
Тропика на Козирога, изд. Петриков, София (1995), прев. Иван Киров

### Серия „Разпятие в розово“ (Rosy Crucifixion)
1. Sexus (1949)
Сексус. Том 1, изд. Парадокс, София (1993), прев. Иван Киров (Тоби) 
Сексус. Том 2, изд. Парадокс, София (1993) 
Сексус, изд. Парадокс, София (2001)
2. Plexus (1952)
Плексус. Том 1, изд. Петриков, София (1998), прев. Димитър Добрев 
Плексус. Том 2, изд. Петриков, София (1998)
3. Nexus (1960)
Нексус, изд. Парадокс, София (2003)

### Сборници
- The Cosmological Eye (1939)
- The Colossus of Maroussi (1941) 
Колосът от Маруси, изд. Колибри, София (2014), прев. Стефан Стефанов
- Nights of Love and Laughter (1955)
- Defence of the Freedom to Read (1959)
- The Intimate Henry Miller (1959)
- The Best of Henry Miller (1960)
- Selected Prose (1965) – поеми
- The Henry Miller Reader (1969)
- Nightmare Notebook (1975)
- The Theatre and Other Pieces (1979)

### Пиеси
- Just Wild About Harry (1964)

### Документалистика
- Just Wild About Harry (1964)
- Aller Retour New York (1935)
- What Are You Going to Do About Alf? (1935)
- The Eye of Paris (1937)
- Money and How It Gets That Way (1938)
- Hamlet (1939) – с Майкъл Френкел
- Anderson the Storyteller (1941)
- Henry Miller Miscellanca (1943)
- To-day, yesterday and to-morrow (1943)
- Murder the Murderer (1944)
- The Plight of the Creative Artist in the United States of America (1944)
- Semblance of a Devoted Past (1944)
- Sunday After the War (1944)
- Wallace Fowlie (1944)
- The Air-conditioned Nightmare (1945)
- The Amazing and Invariable Beauford De Laney (1945)
- Maurizius Forever (1946)
- Murder in the Suburbs (1946)
- Patchen (1946)
- Into the night life with Henry Miller and Bezalel Schatz (1947)
- Varda, the Master Builder (1947)
- Rimbaud (1949)
- Obscenity and the Law of Reflection (1950)
- On Censorship and Public Responsibility (1950)
- The Books in My Life (1952)
- Dear Friends (1952)
- A Devil in Paradise (1956)
- Quiet Days in Clichy (1956)
Спокойни дни в Клиши, изд.: „Фама“, София (2004),
- The Time of the Assassins (1956)
- Big Sur and the Oranges of Hieronymus Bosch (1957)
- To Read Or Not to Read (1958)
- Reunion in Barcelona (1959)
- The Smile At the Foot of the Ladder (1959)
- Stand Still Like the Hummingbird (1962)
- Greece (1964)
- Henry Miller on Writing (1964)
- A Word About Abraham Rattner (1965)
- Lawrence Clark Powell (1966)
- Collector's Quest (1968)
- To Paint Is to Love Again (1968)
- Bufano (1969)
- Man in the Zoo (1971)
- Face to Face with Henry Miller (1971)
- My Life and Times (1972)
- On Turning Eighty (1972)
- Reflections On the Death of Mishima (1972)
- The Immortal Bard (1973)
- Walt Whitman (1973)
- The Waters Reglitterized (1973)
- Knud Merrild (1973)
- First impressions of Greece (1973)
- Journey to an Antique Land (1973)
- Insomnia: Or, the Devil at Large (1974)
- Reflections On the Maurizius Case (1974)
- Human Error (1975)
- Henry Miller's Book of Friends (1976)
- Sextet (1977)
- Gliding Into the Everglades (1977)
- Book of Friends (1978)
- Henry Miller, Years of Trial and Triumph, 1962 – 1964 (1978)
- My Bike and Other Friends (1978)
- Joey (1979)
- Paintings of Henry Miller (1982)
- Reflections (1984)
- From Your Capricorn Friend (1984)
- Remember to Remember (1986)
- Dear, Dear Brenda (1986)
- Dear Friend (1987)
- Nothing But the Marvellous (1990)

### Екранизации
- 1970 Tropic of Cancer – по романа
- 1970 Stille dage i Clichy – по Спокойни дни в Клиши
- 1983 Capitali culturali d'Europa – документален ТВ сериал, сюжет, 1 епизод
- 1988 Martin Held liest 'Das Lächeln am Fuße der Leiter' – ТВ филм
- 1990 Jours tranquilles à Clichy – по Спокойни дни в Клиши
- 1991 Women & Men 2: In Love There Are No Rules – ТВ филм, по разказа „Mara“